# Манфред Герлах
Манфред Герлах (нім. Manfred Gerlach, 8 травня 1928, Лейпциг — 17 жовтня 2011, Берлін) — німецький політик, голова Ліберально-демократичної партії Німеччини з 1967 по 1990, останній голова Державної ради НДР з 6 грудня 1989 по 5 квітня 1990 року.

## Біографія
Манфред Герлах народився 8 травня 1928 року в Лецпцизі в робітничій сім'ї. У 1945 році, в 16 років, вступив у Лецпцизі в тільки що створену Ліберально-демократичну партію Німеччини (ЛДПН), яка пізніше увійшла в Національний фронт НДР. Очолив лейпцизьку організацію ЛДПН. Розпочав кар'єру, працюючи судовим службовцем, у дільничному суді Лейпцигу. Потім працював у судових органах Борна. У 1949—1959 роках був членом Центральної ради Союзу вільної німецької молоді (СВНМ). Депутат Народної палати НДР. З 1950 року — член Центрального правління ЛДПН. У 1954 році в Борні закінчив заочне навчання і отримав диплом юриста. У 1954—1967 роках — Генеральний секретар ЛДПН. Працював в мерії Лейпцигу. З 1960 року — заступник Голови Державної ради НДР. У 1964 році захистив кандидатську дисертацію в Німецькій академії суспільно-політичних наук та юриспруденції в Потсдам-Бабельсберзі. З 1967 року — Голова Ліберально-демократичної партії Німеччини, член Президії Національної ради Національного фронту НДР. З 1970 року — член Центрального правління і президії Товариства німецько-радянської дружби. У 1972 році підтримав експропріацію останніх приватних підприємств НДР. У той же час ЛПДН була єдиною партією НДР, яка мала прямі зв'язки із спорідненою їй партією у ФРН — Вільною демократичною партією Німеччини (ВДПН). У 1984 році обраний професором. Після 1985 року Герлах здобув велику популярність.
6 грудня 1989 року майже все керівництво НДР було змушене піти у відставку. На екстреному засіданні Державної ради НДР, зібраному Еґоном Кренцем, подав у відставку з посади його Голови, Манфред Герлах відповідно до Конституції (будучи до цього заступником Голови) став виконуючим обов'язки Голови Державної ради НДР до наступної сесії Народної палати НДР.
У лютому 1990 року Герлах покинув пост Голови ЛДПН, мотивувавши це бажанням поступитися місцем новим, молодим діячам.
5 квітня 1990 року у зв'язку з відкриттям сесії Народної палати НДР повноваження Герлаха в. о. Голови Держради НДР були припинені.
Був членом Союзу вільних демократів НДР, а після об'єднання Німеччини увійшов у Вільну демократичну партію.
У 1993 році вийшов з Вільної демократичної партії Німеччини в зв'язку з судовим розглядом щодо його діяльності у період НДР.
Інший судовий розгляд стосовно Манфреда Герлаха відбувся в серпні 2000 року в земельному суді Лейпцигу. На цей раз його звинувачували у співпраці з Радянською військовою адміністрацією в Німеччині після 1945 року.